# Mazda Bongo Friendee

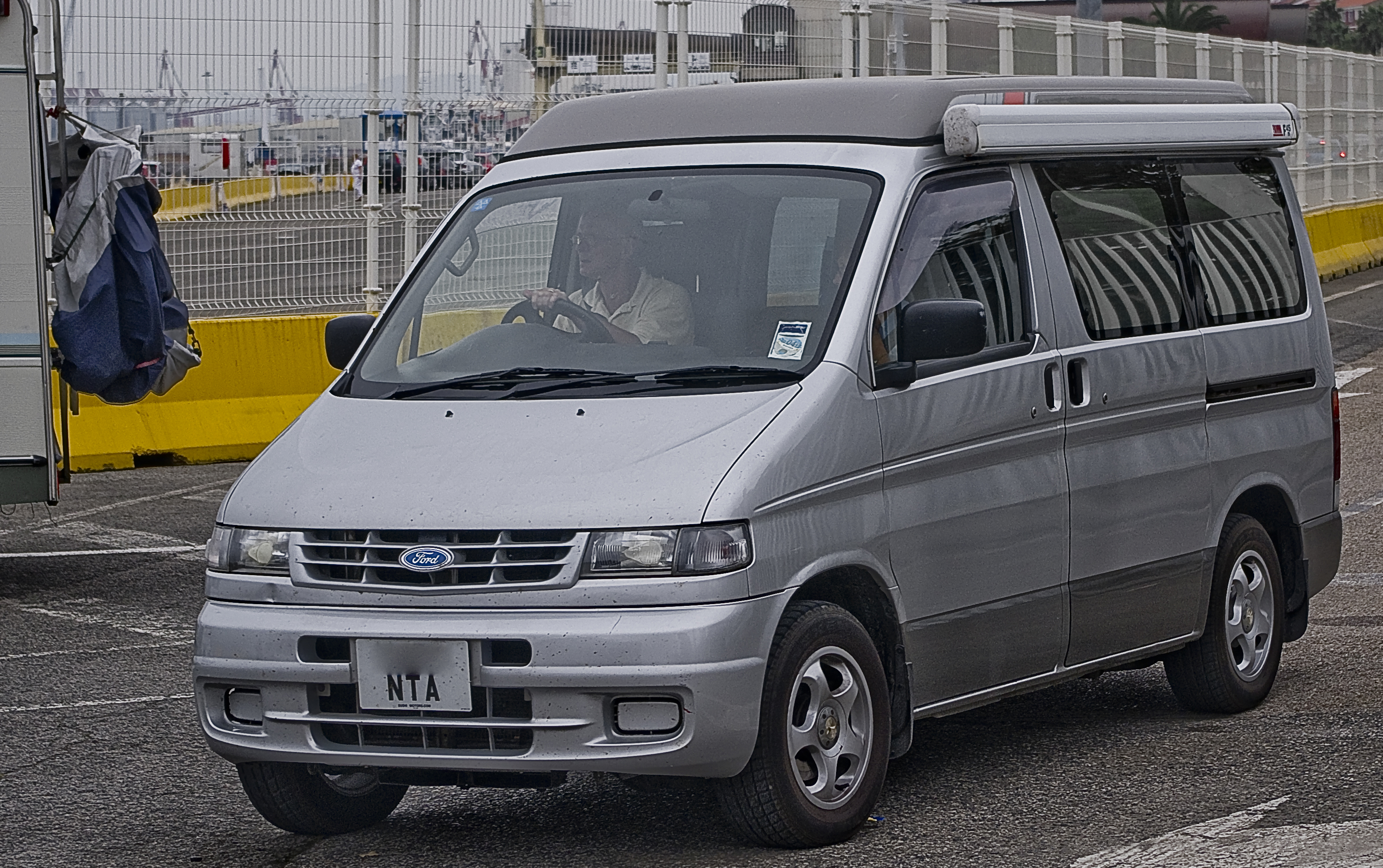
Ford Freda

Le Mazda Bongo Friendee est un minibus produit par Mazda de 1995 à 2005. Il remplace les autres versions du Mazda Bongo et il est appelé aussi Ford Freda.
En 2005, sa succession est assurée par la Mazda Biante.